# Guatteria glauca
Guatteria glauca este o specie de plante angiosperme din genul Guatteria, familia Annonaceae, descrisă de Hipólito Ruiz López și Pav.. A fost clasificată de IUCN ca specie vulnerabilă. Conform Catalogue of Life specia Guatteria glauca nu are subspecii cunoscute.